# Mælkebøtte
Mælkebøtte (Taraxacum) eller løvetand er en slægt af stauder med pælerod og nogle få, hule stængler, hver med en endestillet kurv. Bladene er rosetstillede. Slægten består af omkring 1.000 apomiktiske arter, der er inddelt i sektioner.

## Artsgrupper
Her nævnes kun de arter, der er vildtvoksende eller dyrkede i Danmark. Navngivningen følger bogen Plantenavne. Dyrkede og vilde planter (2007) af Arnklit med flere
- Gråfrugtet sandmælkebøtte (Taraxacum obliqua).
- Rødfrugtet sandmælkebøtte (Taraxacum erythrosperma).
- Ishavsmælkebøtte (Taraxacum antarctica).
- Smalbladet mælkebøtte (Taraxacum palustria).
- Almindelig mælkebøtte (Taraxacum ruderalia eller Taraxacum officinale), også kaldet fandens mælkebøtte.
- Krogfliget mælkebøtte (Taraxacum hamata).
- Nordlands mælkebøtte (Taraxacum boreigena).
- Hornmælkebøtte (Taraxacum ceratophora).
- Engmælkebøtte (Taraxacum celtica).
- Nordisk mælkebøtte (Taraxacum spectabilia).
- Plettet mælkebøtte (Taraxacum naevosa).
- Fjeldmælkebøtte (Taraxacum crocea).
- Stortandet mælkebøtte (Taraxacum macrodonta).

De 400 apomiktiske danske småarter inden for mælkebøtte-slægten er nedenfor inddelt i ni sektioner:
- Dværgmælkebøtte (T. sect. Obliqua), ret almindelig på sandbund ved kysterne.
- Sandmælkebøtte (T. sect. Erythrosperma), almindelig på sandbund og overdrev ved kysterne.
- Kalkmælkebøtte (T. sect. Palustria), ret sjælden på kalkholdige enge og kær.
- Atlantmælkebøtte (T. sect. Spectabilia), almindelig på enge med kildevæld i det nordlige Jylland.
- Pletmælkebøtte (T. sect. Naevosa), vokser hist og her på lysåbne enge, kalkkær og skovlysninger.
- Kærmælkebøtte (T. sect. Celtica), ret sjælden på fugtige, næringsrige overdrev og skovlysninger.
- Krogmælkebøtte (T. sect. Hamata), almindelig på lysåbne steder.
- Nordmælkebøtte (T. sect. Borea), almindelig på lysåbne steder.
- Vejmælkebøtte (T. sect. Taraxacum), meget almindelig på næringsrig, lysåben bund.

## Andre navne
Mælkebøtten er også kendt som løvetand, og går desuden under forskellige navne i danske dialekter og lokalsprog. I Store dele af Nordjylland kendes mælkebøtte under navnet troldhekse og i Himmerland som lopblomst.